# Calomyscidae
Los calomíscidos (Calomyscidae) son una familia de roedores encontrados en el Oriente Medio. Sólo se conoce un género: Calomyscus.

## Clasificación
Familia Calomyscidae Vorontsov y Potapova, 1979
- Género Calomyscus Thomas, 1905
  - Calomyscus bailwardi Thomas, 1905
  - Calomyscus baluchi Thomas, 1920
  - Calomyscus elburzensis Goodwin, 1938
  - Calomyscus grandis Schlitter y Setzer, 1973
  - Calomyscus hotsoni Thomas, 1920
  - Calomyscus mystax Kashkarov, 1925
  - Calomyscus tsolovi Peshev, 1991
  - Calomyscus urartensis Vorontsov y Kartavseva, 1979